# George Thomson, Lord Thomson
George Reid Thomson, Lord Thomson PC KC (* 1893 in Bellshill; † 15. April 1962) war ein britischer Politiker.

## Leben
Thomson wurde 1893 als Sohn eines presbyterianischen Geistlichen in Bellshill, Lanarkshire geboren. Nachdem sein Vater eine Anstellung in Südafrika angenommen hatte, besuchte Thomson das South African College in Kapstadt. Er erhielt ein Stipendium und studierte Rechtswissenschaften an der Universität Oxford. Seinen Bachelorabschluss erwarb Thomson an der Universität Edinburgh und er erhielt 1922 seine Zulassung als Anwalt. Er arbeitete als Rechtsvertreter der Bergbaugewerkschaft von Lanarkshire. 1936 wurde Thomson als Kronanwalt eingesetzt. Zwischen 1940 und 1945 hielt Thomson die Position eines Advocate Deputes. Nach Kriegsende wurde er zum Lord Advocate erhoben. Gleichzeitig wurde Thomson in das Privy Council eingeführt.

## Politischer Werdegang
Bei den Unterhauswahlen 1945, den ersten Nachkriegswahlen, kandidierte der Labour-Politiker Frederick Pethick-Lawrence im Wahlkreis Edinburgh East. Pethick-Lawrence, der bis 1931 bereits den Wahlkreis Leicester West im britischen Unterhaus vertreten hatte, gewann das Mandat vor dem Unionisten Sinclair.
Mit der Erhebung Pethick-Lawrence′ in den Adelsstand, wurden bereits im Oktober desselben Jahres Nachwahlen im Wahlkreis erforderlich. Bei diesen bewarb sich Thomson als Nachfolger für die Labour Party. Mit einem Stimmenanteil von 61,6 % setzte sich Thomson deutlich gegen den Unionisten Galbraith durch und zog in der Folge erstmals in das House of Commons ein. Nachdem Alexander Moncrieff, Lord Moncrieff auf Grund seiner angeschlagenen Gesundheit von seiner Position als Lord Justice Clerk zurücktrat, rückte Thomson nach. In diesem Zusammenhang erwarb er den Ehrentitel Lord Thomson. Thomson gab sein Unterhausmandat zurück und schied aus dem House of Commons aus. Bei den fälligen Nachwahlen hielt John Wheatley das Mandat für die Labour Party.